# George Henare
George Winiata Henare CNZM OBE (nacido el 11 de septiembre de 1945) es un actor neozelandés con una carrera de más de 50 años.

## Primeros años
Nacido en Gisborne el 11 de septiembre de 1945, el tercero más joven de una familia de diez hijos, Henare está afiliado a las tribus maoríes de Ngāti Porou y Ngati Hine. Vivió en una granja hasta los 12 años en la costa este de la Isla Norte de Nueva Zelanda.

## Carrera
Henare tiene una distinguida carrera como actor en Nueva Zelanda con 50 años en el escenario y la pantalla. Henare comenzó su carrera como actor después de trabajar como cartero y profesor en prácticas. Ha desempeñado papeles principales en cine, televisión, ópera y teatro, así como en radio y trabajos de voz. Uno de sus primeros éxitos fue conseguir un papel en una producción de Porgy y Bess de la Ópera de Nueva Zelanda en 1965. Posteriormente realizó una gira por Australia en Jesus Christ Superstar y El fantasma de la ópera.

### Películas
Henare interpretó el papel del trabajador social Bennett en la clásica película neozelandesa Once Were Warriors. Otras películas incluyen Crooked Earth, Rapa Nui producida por Kevin Costner, The Silent One, The Legend of Johnny Lingo, Kawa y Tierra de guerreros. Henare también desempeñó un papel principal en el cortometraje neozelandés Mananui (1995) junto al actor Cliff Curtis.

### Televisión
Henare ha actuado en numerosos dramas televisivos en Nueva Zelanda, incluidos The Park Terrace Murder (1976), la serie histórica Greenstone y Mercy Peak. También actuó en el premiado docu-drama Nga Tohu: Signatures, que exploraba cuestiones políticas y sociales en torno al Tratado de Waitangi. Otros papeles televisivos incluyeron apariciones en Xena: la princesa guerrera, hercules: The Legendary Journeys y Street Legal.
Desde marzo de 2011, ha tenido un papel invitado recurrente como Henare Ngatai, padre de Roimata en el serial televisivo de larga duración Shortland Street.

### Teatro
En el escenario, Henare ha interpretado una variedad de papeles, desde el Shakespeare clásico, musicales y óperas hasta el teatro contemporáneo de Nueva Zelanda. En 2006, ganó el premio al actor del año en los premios Chapman Tripp Theatre por su interpretación del papel de Willy Loman en Muerte de un viajante en el Circa Theatre de Wellington.
En 2014, Henare se convirtió en patrocinador de Newmarket Stage Company, una empresa profesional con sede en Newmarket, Auckland. Para ayudar al lanzamiento de la compañía, Henare protagonizó sus dos primeras producciones de Educando a Rita de Willy Russell y el estreno en Nueva Zelanda de Martes con mi viejo profesor de Mitch Albom y Jeffrey Hatcher.

## Honores y premios
En los Honores de Año Nuevo de 1988, Henare fue nombrado Oficial de la Orden del Imperio Británico, por sus servicios a las artes escénicas. En 2008, recibió un Premio Laureate de la Arts Foundation of New Zealand y también fue honrado con el Premio Te Waka Toi, Creative New Zealand por su destacada contribución al teatro maorí. Se convirtió en Compañero de la Orden del Mérito de Nueva Zelanda por sus servicios al teatro en los Honores de Año Nuevo de 2010.